# Dick Lubach
Dirk Arend (Dick) Lubach (Zuilen, 29 augustus 1948) is een jurist, econoom en sinds 1986 hoogleraar bouwrecht aan de Rijksuniversiteit Groningen.

## Biografie
Lubach groeide op in Zuilen in een gezin met vier kinderen. Zijn vader was werktuigbouwkundige, zijn moeder verpleegster en burgemeestersdochter. Hij werd vernoemd naar zijn vader Arend en zijn grootvader Dirk Lubach. Hij studeerde economie en rechten aan de Vrije Universiteit in Amsterdam. Hij promoveerde in 1982 aan de Universiteit Groningen als jurist op een proefschrift over overheidscontracten. Hij doceert en publiceert over het publiek en privaat bouwrecht en de verhouding hiertussen alsmede de verantwoordelijkheid van de overheid hierbij.
Lubach is tevens adviseur voor het advocatenkantoor Damsté in Enschede en betrokken als raadgever en participant in diverse commissies op het gebied van schadevergoedingen en de aansprakelijkheid van de overheid hierbij. Ook is hij deelnemer aan het expertisecentrum Groningen Centre of Energy Law and Sustainability van de Universiteit Groningen.

## Persoonlijk
Lubach is weduwnaar en vader van drie zoons onder wie de auteur en cabaretier Arjen Lubach.
- Gemeinsame Normdatei: 129327107
- International Standard Name Identifier: 0000 0000 2637 6031
- Library of Congress Control Number: n82123052
- Nederlandse Thesaurus van Auteursnamen: 068851367
- Système universitaire de documentation: 081501293
- Virtual International Authority File: 21032777
- WorldCat: E39PCjxhj64CKRQpygr49VxFcd